# Chorizocarpa guttata
Chorizocarpa guttata är en sjöpungsart som beskrevs av Wilhelm Michaelsen 1904. Chorizocarpa guttata ingår i släktet Chorizocarpa och familjen Styelidae. Inga underarter finns listade i Catalogue of Life.